# Suzanne Tassier
Suzanne Tassier (Antwerpen, 4 juni 1898 - Schaarbeek, 12 maart 1956) was een Belgische historica en een feministe.

## Levensloop
Suzanne Tassier was de dochter van generaal-majoor Émile Tassier. Ze vatte haar middelbare studies in Brussel aan in de rijksnormaalschool. Ze studeerde verder tijdens de Eerste Wereldoorlog, eerst op het eiland Wight en vervolgens in Versailles. In 1919 schreef ze zich in voor geschiedenis aan de ULB. Op aanmoediging van Frans van Kalken specialiseerde ze zich in hedendaagse geschiedenis en wijdde in 1923 haar doctoraatsthesis aan L'origine et l'évolution du Vonckisme. Ze werd vervolgens lerares geschiedenis in het Lyceum Emile Max in Schaarbeek.
Tijdens haar studies werd Suzanne Tassier politiek actief en nam deel aan de werkzaamheden van de liberale Mouvement estudiantin pour la culture morale, stichtte mee de Cercle d'histoire et de sociologie en werd lid van de Cercle des Étudiants libéraux. Ze richtte zich toen ook op feministische activiteiten door lid te worden van de Fédération belge des Femmes universitaires (FBFU) en van de Groupement belge de la Porte Ouverte, waarvan de slogan luidde: voor de economische emancipatie van de arbeidster.
Naast haar leraarschap in Schaarbeek, studeerde Tassier verder en behaalde in 1934 het aggregaat hoger onderwijs met haar proefschrift Histoire de la Belgique sous l'occupation française en 1792 et 1793. Ze werd hiermee de eerste Belgische vrouw die het universitair aggregaat behaalde. Gevolg hieraan werd ze docente benoemd aan de ULB. 
Ze trouwde in hetzelfde jaar met Gustave Charlier (1885-1959), hoogleraar filologie aan de ULB. In 1935 kreeg ze de vrijheid in de faculteit wijsbegeerte en letteren een vrije cursus te doceren over het thema L'Esprit public en Belgique de 1715 à 1815. 
In 1938 ondernam ze met haar man een reis doorheen de Verenigde Staten. Ze kwam met een nog groter feministische overtuiging terug. Tijdens die reis maakte ze ook kennis met de indrukwekkende bibliotheek van het Hoover Instituut, gewijd aan de Eerste Wereldoorlog en aan de Sovjetrevolutie.
In 1940 en 1941 werden de professoren Frans van Kalken en Michel Huisman, door de bezetter afgezet en ze trad als plaatsvervangster op. In 1945, na het emeritaat van Huisman, nam ze zijn vakken over en in 1948 werd ze tot gewoon hoogleraar benoemd.
In de loop van de jaren vijftig kreeg ze gezondheidsproblemen en overleed op 57-jarige leeftijd.

## Publicaties
Suzanne Tassier is met haar werken tot op heden de richtinggevende auteur gebleven over de periode van de Brabantse Omwenteling en van de eerste Franse bezetting die er op volgde. 
- L'origine et l'évolution du Vonckisme, 1923.
- Les démocrates belges de 1789. Étude sur le Vonckisme et la révolution brabançonne, 1930.
- Histoire de la Belgique sous l'occupation française en 1792 et 1793, 1934.
- Un grand centre historique américain: la Hoover library, 1940
- Figures révolutionnaires (XVIIIe siècle), 1943.
- Idées et profils du XVIIIe siècle, 1944.
- L'Histoire de la guerre mondiale, pour un musée de la guerre mondiale et un office de documentation contemporaine , 1950.
- La Belgique et l'entrée en guerre des États-Unis (1914-1917) , 1954.

Tegen het einde van haar leven richtte ze zich op de zestiende eeuw en vanaf 1951 stelde ze een werk in het vooruitzicht onder de titel Les Pays-Bas contre Philippe II : Egmont. Haar wankele gezondheid liet haar niet toe dit werk tot een goed einde te brengen.